# Scheloribates laevigatus
Scheloribates laevigatus är en kvalsterart som först beskrevs av Koch 1835.  Scheloribates laevigatus ingår i släktet Scheloribates och familjen Scheloribatidae. Inga underarter finns listade i Catalogue of Life.